# Лингнер, Макс
Макс Лингнер (нем. Max Lingner; 17 ноября 1888, Лейпциг — 14 марта 1959, Берлин) — немецкий живописец, график, монументалист и скульптор. Академик Академии искусств ГДР (1950). Лауреат двух Национальных премий ГДР (1952, 1955). Участник Движения Сопротивления.

## Биография
Макс Лингнер родился в Лейпциге (Королевство Саксония) семье гравёра. Обучался живописи в Дрезденской академии художеств. В 1912 году заканчивает в ней учёбу, получив за дипломную работу Саксонскую государственную премию. В 1913—1914 годах совершает поездку по Англии, Франции, Бельгии и Голландии.
С началом Первой мировой войны ушёл на фронт солдатом, воевал все четыре года. В 1918 году принимает участие в восстании моряков германского ВМФ, член солдатского Совета в Киле. C 1922 по 1927 год работает художником в Вейсенфельсе, затем по рекомендации Кете Кольвиц уезжает в Париж. Здесь изучает современную живопись, находится под влиянием импрессионизма. В 1928-1935 годах по предложению Анри Барбюса работает гравёром в газете «Монд». В 1934 году становится членом «Ассоциации революционных писателей и художников Франции» (АЕАР), принимает участие в выставках группы. В 1933, 1939 и 1947 годах в Париже проходят персональные выставки полотен Макса Лингнера.
В 1934 году художник вступает в Французскую коммунистическую партию (ФКП), сотрудничает в газете «Юманите». В годы Гражданской войны в Испании (1936-39) участвует в боях на стороне республиканцев. В 1939—1940 годах находился во французском лагере для интернированных, бежит из него и с фальшивыми документами на имя Марселя Лантье находится в оккупированной немецкими войсками Франции на нелегальном положении и борется с нацистами в рядах французского Движения Сопротивления. В 1944 году возвращается в Париж и вновь работает художником в «Юманите».
В 1949 году возвращается в Германию, в ГДР, и работает профессором по современной живописи в Высшей художественной школе в берлинском районе Вайсензе. После возвращения в ГДР подарил привезённые 40 картин, гравюр и акварелей государству. В 1950 году участвует в основании Немецкой академии искусств в Берлине. К этому творческому периоду относятся его монументальная настенная живопись «Строительство Республики» в Доме министров ГДР.

## Произведения

### Живопись
- «Натюрморт со столом и стулом», 1923, Национальная галерея, Берлин[4]
- «Париж-Мёдон», 1929, Национальная галерея, Берлин[5]
- «В лодке», 1931, Национальная галерея, Берлин[6]
- «Безработные», 1932, Национальная галерея, Берлин[7]
- «Строитель», 1934, Национальная галерея, Берлин[8]
- «Мадемуазель Ивонна», 1939, Национальная галерея, Берлин[9]
- «Лето», 1945, Национальная галерея, Берлин[10]
- «Гроза над Парижем II», 1945, Национальная галерея, Берлин[11]
- «Парижанка», 1946, Музей изобразительных искусств, Лейпциг[12]
- «Свободны, сильны и счастливы», 1944—1946, Национальная галерея, Берлин[13]
- «Влюблённая», 1947, Национальная галерея, Берлин
- «Продавщицы винограда», 1949, Национальная галерея, Берлин
- «Немецкая крестьянская война», 1951—1954
- «Пять поющих молодых женщин», 1958

### Графика

#### Станковая графика
- «Les Midinettes», 1937, бумага, гуашь, Фонд Макса Лингнера, Берлин
- «Поющие девушки», бумага, акварель
- «В бомбоубежище», бумага, смешаная техника, Городская галерея, Дрезден
- «Автопортрет», 1942, бумага, акварель, Фонд Макса Лингнера, Берлин
- «Танец 14 июля», бумага на картоне, смешанная техника, 1946—1947, Национальная галерея, Берлин[14]

#### Иллюстрации к книгам
- «Сказка о рыбаке и его жене» братьев Гримм
- «Королева Марго» А. Дюма
- «Граф Монте-Кристо» А. Дюма
- «Легенда об Уленшпигеле» Ш. де Костера
- «Девяносто третий год» В. Гюго
- Серия иллюстраций к русским сказкам

### Скульптура
- «Торс обнаженной женщины», 1925 Музей Вайсенфельса
- «Стоящая обнаженная женщина с протянутыми руками», 1925 Музей Вайсенфельса
- «Поцелуй», 1926, Фонд Макса Лингнера, Берлин

### Монументальное искусство
- Монументальное панно «Республика строится» из майсенского фарфора (1952—1953) на фасаде здания Дома министерств ГДР.

## Награды
- Лауреат Национальной премии ГДР в 1952 и 1955 году
- Орден Заслуг перед Отечеством в серебре (1954).